# Kishni
Kishni là một thị xã và là một nagar panchayat của quận Mainpuri thuộc bang Uttar Pradesh, Ấn Độ.

## Địa lý
Kishni có vị trí 27°01′B 79°16′Đ / 27,02°B 79,27°Đ Nó có độ cao trung bình là 153 mét (501 feet).

## Nhân khẩu
Theo điều tra dân số năm 2001 của Ấn Độ, Kishni có dân số 8913 người. Phái nam chiếm 53% tổng số dân và phái nữ chiếm 47%. Kishni có tỷ lệ 60% biết đọc biết viết, cao hơn tỷ lệ trung bình toàn quốc là 59,5%: tỷ lệ cho phái nam là 68%, và tỷ lệ cho phái nữ là 51%. Tại Kishni, 19% dân số nhỏ hơn 6 tuổi.